# 李延年 (汉朝)
李延年（前2世纪？—前101年），西汉音乐家、外戚。是汉武帝宠妃李夫人的哥哥，貳師將軍李廣利的弟弟。

## 生平
元鼎六年（前111年），李延年擅音律得武帝召见，頗得寵幸。一日为武帝献歌：“北方有佳人，遺世而独立，一顾倾人城，再顾倾人国。宁不知，倾國与倾城，佳人难再得。”武帝问是否果真有如此绝代佳人，平阳公主稱李的妹妹便是，武帝召其入宫，称李夫人。
李延年原本因犯律而受腐刑，負責飼養宮中的狗，是宦官中地位最低的一種，后因李夫人的关系，李延年獲封“协律都尉”，负责管理皇宫的乐器。太初四年（前101年）李夫人逝，李家榮寵不再，後李延年與其弟李季因罪灭族，僅长兄李广利时为贰师将军伐大宛得免，同年四月丁巳因戰功獲封海西侯，然征和三年（前90年）李廣利投降匈奴，李氏滅族。

## 延伸阅读
[在维基数据编辑]
 在维基文库阅读此作者作品
 《史記/卷125》，出自司馬遷《史記》
 《漢書/卷093》，出自班固《漢書》